# Zágráb főpályaudvar
A Zágráb főpályaudvar (horvátul Zagreb Glavni kolodvor) egy vasúti átmenő pályaudvar Horvátország fővárosában, Zágrábban. Ez az ország legnagyobb és legforgalmasabb pályaudvara. Az állomás építése 1890-ben kezdődött és a hivatalos megnyitása 1892-ben volt. Az épületet a magyar származású Pfaff Ferenc tervezte. Megnyitása óta felújítva 1986 és 1987 között és 2006-ban volt. A 186,5 m hosszú épület neoklasszicista stílusban épült.

## Vasútvonalak
Az alábbi vasútvonalak indulnak ki az állomásról:
- Zágráb–Fiume-vasútvonal
- Zidani Most–Zágráb–Sziszek-vasútvonal
- Zágráb–Dugo Selo-vasútvonal
- Zágráb–Zapresic–Dobova-vasútvonal
- Zágráb–Csáktornya-vasútvonal
- Zágráb–Novszka-vasútvonal

## Nemzetközi vonatok
Az állomást az alábbi nemzetközi vonatok érintik:
- CROATIA – Wien Meidling (Mariboron keresztül)
- ZAGREB – Wien Meidling (Kaproncán keresztül)
- ADRIA – Budapest (Kaproncán keresztül)
- AGRAM – Budapest (Kaproncán keresztül)
- GRADEC – Budapest (Kaproncán keresztül)
- DRAVA – Szarajevó
- SAVA – Belgrád
- SAVA – Villach
- MIMARA – Villach (Frankfurt)
- NIKOLA TESLA – Velence
- NIKOLA TESLA – Belgrád
- IC 310 – Villach
- B 314 – Villach
- B 315 – Belgrád
- B 390 – Szarajevó (Mostar)
- B 397 – Szarajevó (Banja Lukán keresztül)
- EN 414 – Stuttgart (Közvetlen kocsikkal Zürichbe)

## Képek
|  |  |